# 松尾芸能賞
松尾芸能賞（まつお げいのう しょう）は、松尾芸能振興財団（まつお げいのう しんこう ざいだん）が1980年（昭和55年）に創設した日本の芸能賞。毎年その年に活躍した舞台や芸能の関係者を顕彰して「優秀賞」、「特別賞」、「新人賞」が贈呈され、また年によっては「大賞」、「功労賞」（1996年制定）、「研究助成」（2011年からは「研究助成賞」）などが贈呈される。

## 概要
松尾芸能振興財団は、日本の伝統ある劇場芸能の助成と振興、文化・芸能の保存と向上に寄与することを目的として、1979年（昭和54年）に松尾國三が私財を投じて設立した公益財団法人である。
松尾芸能賞はその対象者を演者のみに絞らず、舞台の施設や用具に関係する裏方の技能者や、音楽関係の技能者、地域に根ざした団体などを、伝統的な郷土芸能から映画やテレビに至る幅広い領域から選出することが大きな特徴となっている。

### 対象部門
- 郷土芸能
- 伝統芸能
- 能楽
- 文楽
- 演劇
- 劇作
- 舞踊
- 舞台装置
- 舞台制作
- 舞台技術
- 舞台美術
- 企画制作
- 演出
- 殺陣
- 講談
- 落語
- 演芸
- 音楽
- 邦楽
- 伝統音楽
- 民謡
- 民族音楽
- 舞台音楽
- 児童音楽
- 大衆音楽
- 歌謡
- 歌謡芸能
- 映画
- テレビ
- 総合

## 受賞者一覧
| 回／年        | 大賞                                 | 優秀賞 | 特別賞                                                                                              | 新人賞                                                                    | その他 |
| ------------- | ------------------------------------ | --- | --------------------------------------------------------------------------------------------------- | ------------------------------------------------------------------------- | --- |
| 第1回 1980年  | 杉良太郎                             | 三代目市川猿之助（演劇） 二世西川鯉三郎（舞踊） 日本橋きみ榮（邦楽） 稲田かえ（郷土芸能） 杉本多三郎（舞台装置） 小室等（音楽） 石井ふく子（企画制作・演出） 近藤晋（企画制作） | 宮城まり子（総合）                                                                                  | 久保田早紀（音楽） 二代目旭堂小南陵（講談）                               | 研修助成： 東京少年少女合唱隊                                                                               |
| 第2回 1981年  | 特別大賞： 長谷川一夫 （映画・演劇） | 五代目坂東玉三郎（演劇） 杵屋榮左衞門（舞台音楽） 原田直之（歌謡芸能） 小月冴子（大衆芸能）                                                                                     | 宮城まり子（総合） 岡本一寸平（郷土芸能）                                                           | 松田聖子（歌謡芸能） 松村和子（大衆芸能） 特別新人賞： 竜鉄也（歌謡芸能） | |
| 第3回 1982年  | 橋田寿賀子 （劇作）                  | 高倉健（映画） 二代目大川橋蔵（演劇） 佐久間良子（テレビ） 西田敏行（総合） 沢井忠夫（舞台音楽） 高橋竹山（郷土芸能）                                                           | 山本譲二（歌謡芸能） 小野由紀子（大衆芸能）                                                         |                                                                           | |
| 第4回 1983年  | 山本富士子 （演劇）                  | 田中裕子（映画・テレビ） 藤間藤子（舞踊） 相馬清恒（舞台技術） 平井澄子（伝統音楽） 本條秀太郎（民族音楽） 桜井敏雄（大衆芸能）                                                 | 島田正吾（演劇） 辰巳柳太郎（演劇） 金井俊一郎（舞台技術） 照喜名朝一（民族音楽）                   | 竹本葵太夫（舞台音楽）                                                    | |
| 第5回 1984年  |                                      | 梅沢劇団（大衆芸能） 木の実ナナ（演劇） 花柳寿南海（舞踊） 初代米川敏子（伝統音楽） 杵屋五三郎（舞台技術） 辻亨二（邦楽） 中川芳三（舞台制作）                                  | 英太郎（演劇） 坂東八重之助（演劇） 佐藤松子（民族音楽） 音羽ゆりかご会（児童音楽）                 | 九代目中村兒太郎（演劇）                                                  | |
| 第6回 1985年  | 藤山寛美 （演劇）                    | 九代目澤村宗十郎（演劇） 一条久枝（演劇） 北大路欣也（映画・演劇） 高濱流光妙（舞踊） 三代目杵屋五三郎（邦楽）                                                                  | 初代菊棚月清（邦楽） 山本長之助（舞台技術） ボニージャックス（大衆音楽） 山崎栄二（民謡）           | 深海さとみ（邦楽）                                                        | |
| 第7回 1986年  | 十二代目市川團十郎                   | 三田佳子（映画・演劇） 三代目望月左吉（伝統芸能） 古賀宏一（舞台美術） | 十三代目片岡仁左衛門 （演劇） 義太夫協会（伝統芸能）                                                | 祭小春（歌謡芸能）                                                        | 研修助成： 三代目市川猿之助公演 （演劇） 八王子車人形（郷土芸能）                                           |
| 第8回 1987年  | 三代目市川猿之助 （演劇）            | 杵屋佐登代（邦楽） 八木源太郎（舞台技術） | 富山清琴（邦楽） 日本ろう者劇団（演劇）                                                             | 畦地慶司（邦楽）                                                          | |
| 第9回 1988年  | 水谷良重 （演劇）                    | 豊竹呂大夫（伝統芸能） 吉村雄輝（舞踊） 浅野梅若（郷土芸能） | 岡本文弥（伝統芸能） 日本音楽集団（邦楽）                                                           | 坂東橘太郎（演劇）                                                        | |
| 第10回 1989年 | 二代目中村扇雀                       | 五代目中村勘九郎（演劇） 鶴澤清治（伝統芸能） 春日とよ栄芝（伝統芸能） 上原まり（伝統芸能） 小林幸子（歌謡芸能） 中井貴一（映画・テレビ）                                       | 竹本越路大夫（伝統芸能） 早稲田大学坪内博士記念 演劇博物館                                          | 初代市川右近（演劇） 坂本冬美（歌謡芸能）                                 | |
| 第11回 1990年 | 七代目尾上菊五郎 （演劇）            | 二代目尾上菊之丞（舞踊） 二世野村萬作（演劇） 山本邦山（邦楽） 緒形拳（テレビ・映画） 石川さゆり（歌謡芸能）                                                                    | 五代目上村吉彌（演劇） 藤蔭静枝（舞踊） 藪田武（伝統芸能） 常磐津節保存会（伝統芸能）               |                                                                           | 功労賞： 石井英子（上野本牧亭を長年に わたり維持してきた努力）                                              |
| 第12回 1991年 | 二代目中村吉右衛門 （演劇）          | 藤田まこと（演劇） 芝祐靖（邦楽） 都一いき（邦楽） 常磐津一巴太夫（邦楽） 牧村三枝子（歌謡芸能）                                                                                | 二代目花柳壽樂（舞踊） 伊藤静夫（舞台衣装）                                                         | 野澤錦彌（邦楽）                                                          | |
| 第13回 1992年 | 森光子 （演劇）                      | 藤間紫（舞踊） 五代目坂東八十助（演劇） 野坂恵子（邦楽） 六代目新内仲三郎（邦楽） 伍代夏子（歌謡芸能）                                                                          | 初代若柳吉駒（舞踊） 豊澤重松（邦楽） 佐藤金一（舞台技術） 佐伯亮（歌謡芸能）                       |                                                                           | |
| 第14回 1993年 | 山田五十鈴 （演劇）                  | 四代目中村梅之助（演劇） 植田紳爾（演劇） 三代目吉田簑助（伝統芸能） 山崎旭萃（邦楽） 楳茂都梅衣（舞踊） 三船和子（歌謡芸能）                                                   | 二代目中村又五郎（演劇） 九代目杵屋彌十郎（邦楽） 畑道代と「菊の会」（舞踊） 松井由利夫（歌謡芸能） | 中村信二郎（演劇）                                                        | |
| 第15回 1994年 | 五代目中村富十郎 （演劇）            | 五代目中村時蔵（演劇） 三代目堅田喜三久（邦楽） 坂本靜春（テレビ） 音羽ゆりかご会（児童音楽）                                                                                   | 七代目嵐德三郎（演劇） 菅原謙次（演劇）                                                             | 三代目市川笑三郎（演劇） 鶴澤清介（邦楽） 長山洋子（歌謡芸能）            | 功労賞： 小栗克介（演劇）                                                                                   |
| 第16回 1995年 | 九代目松本幸四郎 （演劇）            | 平幹二朗（演劇） 宮田哲男（邦楽） 五十六世梅若六郎（能楽） 藤山直美（演劇） | 初代吉田玉男（文楽） 二葉百合子（歌謡芸能）                                                         | 三代目中村橋之助（演劇） 金井勇一郎（舞台美術） 藤原浩（歌謡芸能）        | |
| 第17回 1996年 | 片岡孝夫 （演劇）                    | 大槻文蔵（能楽） 二代目藤舎名生（邦楽） 岡崎栄（テレビ） 二代目中村梅雀（テレビ）                                                                                               | 三代目河原崎權十郎（演劇） 白鳥園枝（歌謡）                                                         | 七代目市川染五郎（演劇） 友渕のりえ（邦楽） 藤間蘭黄（舞踊）              | 功労賞： 釘町久磨次（舞台技術） 研修助成： 名古屋むすめ歌舞伎 （演劇）                                      |
| 第18回 1997年 |                                      | 四代目市川左團次（演劇） 麻実れい（演劇） 宮下伸（邦楽） | 三代目桂米朝（落語）                                                                                | 泉朱緒里（舞踊） 四世野村小三郎（演劇） 寺島しのぶ（演劇）                | 研修助成： 劇団東宝現代劇（演劇）                                                                           |
| 第19回 1998年 | 四代目中村雀右衛門 （演劇）          | 市村正親（演劇） 茂山千之丞（演劇） 鶴賀㐂代寿（邦楽） | 水木かおる（歌謡）                                                                                  | 花柳基（舞踊） 中村明一（邦楽） 河合美智子（歌謡）                        | 研修助成： 演劇集団円（演劇）                                                                               |
| 第20回 1999年 | 蜷川幸雄 （演劇）                    | 二代目片岡秀太郎（演劇） 吉田簑太郎（文楽） 二代目青木鈴慕（邦楽） 川中美幸（歌謡）                                                                                             | 音羽菊七（演劇）                                                                                    | 杵屋直吉（邦楽） 門倉有希（歌謡）                                         | 特別顕彰： 島田正吾（演劇）                                                                                 |
| 第21回 2000年 | 高橋英樹 （演劇）                    | 真田広之（演劇） 東音田島佳子（邦楽） 猿若吉代（舞踊） キム・ヨンジャ（歌謡）                                                                                                   | 六代目澤村田之助（演劇） 能劇の座（演劇）                                                           | 二代目市川猿弥（演劇） 松たか子（演劇・テレビ）                           | |
| 第22回 2001年 | 舟木一夫 （演劇・歌謡）              | 大地真央（演劇） 加藤敬二（演劇） 六代目藤舎呂船（邦楽） 矢崎明子（邦楽） | デューク・エイセス（歌謡） 初代猿若清方（舞踊）                                                     | 七代目市川新之助（演劇） 新内仲優莉（邦楽） 岩本公水（歌謡）              | |
| 第23回 2002年 | 五代目中村勘九郎 （演劇）            | 東音中村勝祐（邦楽） 西川扇祥（舞踊） 冠二郎（歌謡） | 玉川スミ（伝統芸能）                                                                                | 二代目市川亀治郎（演劇） 四代目萩岡松韻（邦楽） 氷川きよし（歌謡）        | |
| 第24回 2003年 | 山田洋次 （映画）                    | 五代目坂東竹三郎（演劇） 清元美治郎（演劇） 佐藤太佳子（舞踊） 石川耕士（演劇） 平野啓子（演劇）                                                                                | 野村又三郎（演劇） 竹内駒香（邦楽）                                                                 | 五代目尾上菊之助（演劇） 藤間恵都子（舞踊）                               | 研修助成： 劇団若獅子（演劇）                                                                               |
| 第25回 2004年 | 仲代達矢 （演劇）                    | 金田龍之介（演劇） 六代目中村東蔵（演劇） 橘芳慧（舞踊） 池畑慎之介（演劇） 中島靖子（邦楽）                                                                                    | 野村又三郎（演劇） 只野通泰（音楽） 八汐亜矢子（歌謡）                                              | 安蘭けい（演劇） 西川箕乃助（舞踊）                                       | |
| 第26回 2005年 | 十朱幸代 （演劇）                    | 中村メイコ（演劇） 鳥居名美野（邦楽） 橘芳慧（舞踊） 関根祥人（能楽） | 大石昌美（音楽）                                                                                    | 市川段治郎（演劇） 十三代目田中傳左衛門（邦楽）                           | 功労賞： 田邊孝治（伝統芸能） シアターX 名作劇場 （演芸）                                                   |
| 第27回 2006年 | 小林幸子 （歌謡・演劇）              | 夏木マリ（演劇） 島田歌穂（演劇） 富山清琴（邦楽） 四代目尾上菊十郎（殺陣） | 宮原千津子（邦楽）                                                                                  | 六代目片岡愛之助（演劇） 三代目花柳錦之輔（舞踊）                         | 研修助成賞： みつわ会（演劇）                                                                               |
| 第28回 2007年 | 江守徹 （演劇）                      | 豊竹咲大夫（邦楽） 藤間藤太郎（舞踊） 山本謙司（民謡・歌謡） | 浅香光代（演劇）                                                                                    | 二代目市川春猿（演劇） 竹川美子（歌謡）                                   | 功労賞： 山崎有一郎（能楽） 稲葉守治（演芸）                                                                |
| 第29回 2008年 | 草笛光子 （演劇）                    | 七代目中村芝雀（演劇） 五大路子（演劇） 桂歌丸（落語） いではく（歌謡） | 戌井市郎（演劇）                                                                                    | 山登松和（邦楽） 藤間萬惠（舞踊）                                         | 功労賞： 井上かづ子・井上政枝 （舞踊）                                                                      |
| 第30回 2009年 | 十代目坂東三津五郎 （演劇）          | 前田美波里（演劇） 松坂慶子（演劇） 杵屋勝国（邦楽） 竹本千歳大夫（文楽） ボニージャックス（歌謡）                                                                              | 淡島千景（演劇）                                                                                    | 若柳吉蔵（舞踊） 柚希礼音（演劇）                                         | 松尾國三賞： 四代目市川段四郎（演劇） 松尾波儔江賞： 花柳糸之（舞踊）                                       |
| 第31回 2010年 | 鳳蘭 （演劇）                        | 五代目中村歌六（演劇） 大竹しのぶ（演劇） 今藤政太郎（邦楽） 藤山新太郎（演芸）                                                                                                 | 安井昌二（演劇）                                                                                    | 花柳典幸（舞踊） 中村仁美（邦楽）                                         | 功労賞： 原信夫（音楽）                                                                                     |
| 第32回 2011年 | 北島三郎 （歌謡）                    | 八代目豊竹嶋大夫（文楽） 五代目中村翫雀（演劇） 香川照之（テレビ） 花柳輔太朗（舞踊） 大空祐飛（演劇）                                                                          | 渡辺美佐子（演劇）                                                                                  | 藤原道山（邦楽） 瀬戸摩純（演劇） 植村花菜（歌謡）                        | 研修助成賞： 劇団すぎのこ（演劇）                                                                           |
| 第33回 2012年 | 三谷幸喜 （演劇）                    | 白石加代子（演劇） 安奈淳（演劇） 千昌夫（歌謡） 鼓童（邦楽） 国本武春（演芸）                                                                                                  | | 六代目中村勘九郎（演劇） 清元栄吉（邦楽）                                 | |
| 第34回 2013年 | 四代目花柳壽輔 （舞踊）              | 四代目市川猿之助（演劇） 笠原章（演劇） コロッケ（演劇） 菊地悌子（邦楽） 謝珠栄（演出）                                                                                        | 北野勝彦（子供歌舞伎指導）                                                                          | 豊竹咲甫大夫（文楽） 新内剛士（邦楽）                                     | 功労賞： 湯川弘明（演劇） 研修助成賞： スタス（演劇）                                                       |
| 第35回 2014年 | 波乃久里子 （演劇）                  | 四代目尾上松緑（演劇） 中川善雄（邦楽） 三代目渋谷天外（演劇） 相原ひろ子（舞踊歌謡）                                                                                           | ペギー葉山（音楽） 竹本朝輝（舞台音楽）                                                             | 福田こうへい（歌謡）                                                      | 功労賞： 二代目中村小山三（演劇）                                                                           |
| 第36回 2015年 | 五木ひろし （歌謡）                  | 出雲蓉（舞踊） 奥村旭翠（邦楽） 室井滋（テレビ） 井上芳雄（演劇） | 戸田奈津子（映画）                                                                                  | 二代目中村七之助（演劇）                                                  | 功労賞： 根岸京子（演芸。浅草・木馬亭の席亭として浪曲振興発展に貢献） 研修助成賞： 日本民謡プロ協会（民謡） |
| 第37回 2016年 | 平幹二朗 （演劇）                    | 宮田まゆみ（邦楽） 六代目杵屋勝四郎（邦楽） 一路真輝（演劇） | 鳥居清光（舞台美術）                                                                                | 二代目尾上松也（演劇）                                                    | 功労賞： 富山禮子（能楽） 研修助成賞： お笑い浅草21世紀（大衆芸能）                                         |
| 第38回 2017年 | 林英哲 （邦楽）                      | 沢竜二（大衆演劇） 西川左近（舞踊） 堀内孝雄（歌謡） 二代目中村錦之助（演劇）                                                                                                   | 澤登翠（映画）                                                                                      | 鶴澤津賀花（邦楽） 遠藤千晶（邦楽）                                       | |
| 第39回 2018年 | 五代目坂東玉三郎 （演劇）            | 二代目猿若清方（舞踊） 藤田六郎兵衛（能楽） 森昌子（歌謡） | 髙田次郎（演劇）                                                                                    | 嘉数道彦（舞踊） 二代目尾上右近（演劇）                                   | 功労賞： 坂入清子（舞台技術）                                                                               |
| 第40回 2019年 | 野村萬 （能楽）                      | 杵屋東成（邦楽） 杵屋勝禄（邦楽） 氷川きよし（歌謡） 八世藤間勘十郎（舞踊） | ひとみ座乙女文楽（演劇）                                                                            | 宝生和英（能楽） 中村壱太郎（演劇）                                       | 松尾國三賞： 二代目市川寿猿（演劇） 松尾波儔江賞： 中村寿治郎（演劇）                                       |
| 第41回 2020年 | 宮田哲男 （邦楽）                    | 鶴澤燕三（文楽） 井上葉子（舞踊） 明日海りお（演劇） | 栄芝（邦楽）                                                                                        | 四代目中村梅枝（演劇） 中澤卓也（歌謡）                                   | 功労賞： 藤舎呂浩（邦楽）                                                                                   |
| 第42回 2021年 | 八代亜紀 （歌謡）                    | 小佐田定雄（落語） 藤本昭子（邦楽） 花總まり（演劇） 藤田俊太郎（演劇） | 十二代目結城孫三郎 （演劇（人形））                                                                 | 五代目中村米吉（演劇）                                                    | 功労賞： 沢村豊子（演芸）                                                                                   |
| 第43回 2022年 | 野村萬斎 （能狂言）                  | 菊原光治（邦楽） 春風亭小朝（落語） シルビア・グラブ（演劇） 三代目尾上菊之丞（舞踊）                                                                                           | 伊東四朗 （演劇）                                                                                   | 二代目坂東巳之助（演劇）                                                  | 功労賞： 五代目坂東竹三郎（演劇）                                                                           |
| 第44回 2023年 | 市村正親 （演劇）                    | 吉田玉男（文楽） 山村友五郎（舞踊） 天海祐希（演劇） 五代目尾上菊之助（演劇） 三山ひろし（歌謡）                                                                                | | 田渕愛子（琉球音楽）                                                      | 功労賞： 林家正楽（演芸）                                                                                   |
| 第45回 2024年 | 五代目中村時蔵 （演劇）              | 佐藤B作（演劇） 米川文清（邦楽） 古田新太（演劇） 豊竹呂勢太夫（文楽） | 由紀さおり （歌謡）                                                                                 | 六代目中村児太郎（演劇）                                                  | 功労賞： 林与一（演劇）                                                                                     |
| 第46回 2025年 | 松平健 （演劇）                      | 天童よしみ（歌謡） 川瀬露秋（邦楽） 二代目中村獅童（演劇） 尾上紫（舞踊） | 堅田喜三代 （邦楽）                                                                                 | 林佑樹（演劇）                                                            | 功労賞： 大村崑（演劇）                                                                                     |